# Antarktický dolar
Antarktický dolar je neplatná měna Antarktidy, vydávaná jako sběratelský předmět soukromou společností s názvem Antarktická zámořská směnárna. Tato společnost odvádí část výtěžku na financování vědeckých projektů v Antarktidě. Antarktické dolary jsou vydávané pouze v podobě bankovek o velikosti 8,9×17,8 cm (1, 2, 3, 5, 10, 20, 50 a 100 dolarů), mince vydávány nejsou. Symbol měny je A$.

## Série 1996
- 1 dolar
  - Avers: Tučňáci na Petermannově ostrově
  - Revers: Potápějící se tučňáci kroužkoví na ostrově Paulet
- 2 dolary
  - Avers: Tučňáci císařští
  - Revers: Tučňáci kroužkoví na ostrově Paulet
- 5 dolarů
  - Avers: Tuleň krabožravý na kře
  - Revers: Albatros a kosatka
- 10 dolarů
  - Avers: Robert Falcon Scott a pomník, připomínající jeho úmrtí při návratu z jižního pólu
  - Revers: Mapa Antarktidy s vyznačením jednotlivých teritorií
- 20 dolarů
  - Avers: Roald Amundsen, v pozadí norská vlajka
  - Revers: Amundsenovo dobytí jižního pólu 14. prosince 1911
- 50 dolarů
  - Avers: Stanice McMurdo
  - Revers: Antarktický smluvní systém - vlajky ustavujících států, vlajka Antarktidy, výňatek z textu
- 100 dolarů
  - Avers: Ozónová díra nad Antarktidou
  - Revers: Ozón měřený v Dobsonových jednotkách a meteorologická družice

## Série 1999/2001
- 1 dolar
  - Avers: Tučňáci na Petermannově ostrově
  - Revers: Potápějící se tučňáci kroužkoví na ostrově Paulet
- 2 dolary
  - Avers: Tučňáci na skále
  - Revers: V pozadí hora Erebus, kde tragicky ztroskotalo letadlo společnosti Air New Zealand, v popředí vlajka Antarktidy
- 5 dolarů
  - Avers: Roald Amundsen, v pozadí norská vlajka
  - Revers: Albatros
- 10 dolarů
  - Avers: Robert Falcon Scott a pomník, připomínající jeho úmrtí při návratu z jižního pólu
  - Revers: Mapa Antarktidy s vyznačením jednotlivých teritorií
- 20 dolarů
  - Avers: Tuleň krabožravý na kře
  - Revers: Alka velká
- 50 dolarů
  - Avers: Stanice McMurdo
  - Revers: Antarktický smluvní systém – vlajky ustavujících států, antarktická vlajka, výňatek z textu
- 100 dolarů
  - Avers: Ozonová díra nad Antarktidou
  - Revers: ozon měřený v Dobsonových jednotkách a meteorologická družice

## Série 2007
- 1 dolar
  - Avers: Tučňáci císařští
  - Revers: Tučňáci císařští s mláďaty
- 2 dolary
  - Avers: James Clark Ross, Rossova država na Antarktidě
  - Revers: Mapa Nového Zélandu, novozélandské antarktické teritorium, v pozadí novozélandská vlajka
- 3 dolary
  - Avers: Král Haakon VII. Norský, královna Maud a Země Královny Maud na Antarktidě
  - Revers: Mapa Norska, v pozadí norská vlajka a Amundsen na jižním pólu

## Série 2008
- 1 dolar
  - Avers: Tučňáci císařští, mapa Antarktidy
  - Revers: Tučňáci císařští s mláďaty, mapa Wilkinsova ledovcového šelfu
- 2 dolary
  - Avers: James Clark Ross, Rossova država na Antarktidě
  - Revers: Mapa Nového Zélandu, novozélandské antarktické teritorium, v pozadí novozélandská vlajka
- 3 dolary
  - Avers: Král Haakon VII. Norský, královna Maud a Země Královny Maud na Antarktidě
  - Revers: Mapa Norska, v pozadí norská vlajka a Amundsen na jižním pólu
- 5 dolarů
  - Avers: Britannia se lvem, britské antarktické teritorium
  - Revers: Alka velká, v pozadí britská vlajka
- 20 dolarů
  - Avers: Kapitán Frank Worsley, Divoký mys na Sloním ostrově u Antarktidy
  - Revers: Mapa Trans-antarktické expedice v letech 1914 - 1916

## Série 2009
- 10 dolarů
  - Avers: Robert Falcon Scott, Scottova chýše v Antarktidě
  - Revers: Okna v kostele ve Warwickshire s námětem expedice R. F. Scotta